# Astragalus kashmarensis
Astragalus kashmarensis är en ärtväxtart som beskrevs av Maassoumi och Dieter Podlech. Astragalus kashmarensis ingår i släktet vedlar, och familjen ärtväxter. Inga underarter finns listade i Catalogue of Life.